# Biała zgnilizna korzeni

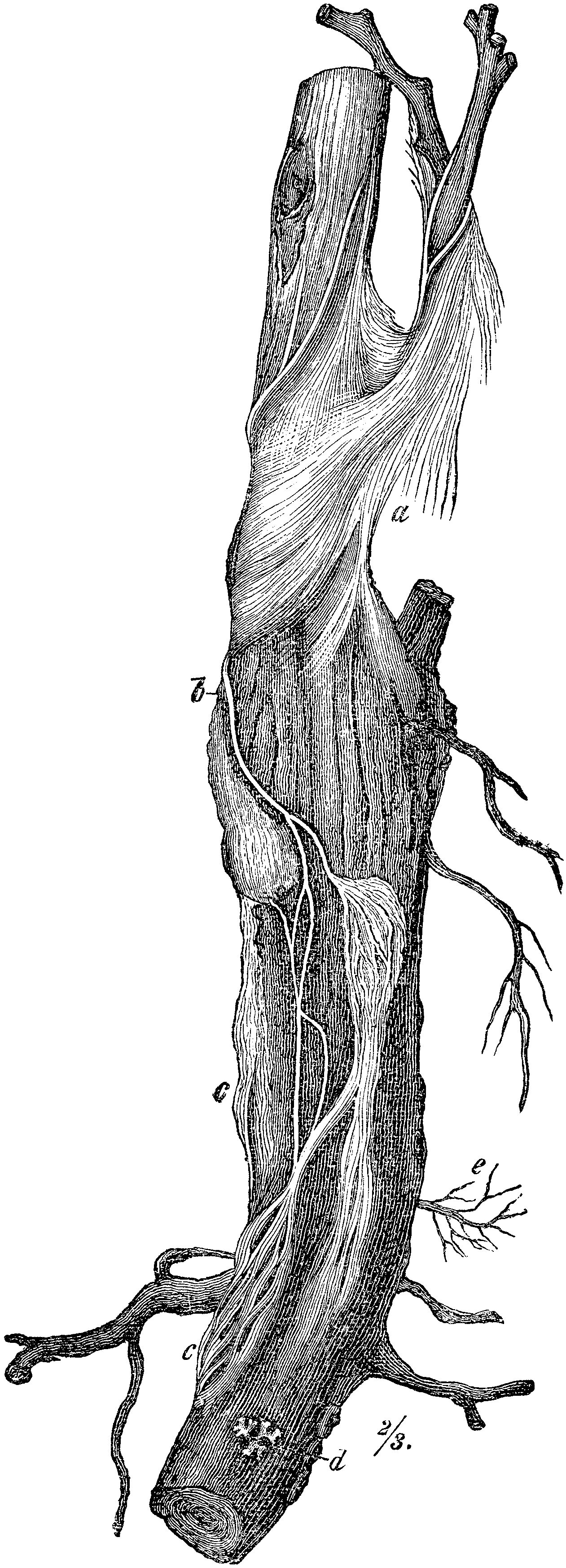

Biała zgnilizna korzeni – choroba korzeni roślin wywołana przez Rosellinia necatrix.

## Występowanie i szkodliwość
Choroba atakuje liczne gatunki drzew, krzewów oraz roślin zielnych. W Portugalii staje się główną chorobą jabłoni, a w południowej Francji jabłoni i wiśni, we Włoszech atakuje topole. We Francji i Węgrzech na dużą skalę występuje w szkółkach, na Węgrzech ponadto jest pospolita na plantacjach winorośli. W Japonii choroba jest powszechna i występuje na licznych roślinach uprawnych, na Tajwanie staje się poważnym problemem na plantacjach krzewów herbacianych. Powszechnie występuje także w innych regionach Azji, np. w Iranie na dużą skalę atakuje jabłonie, wiśnie i topole. W Polsce wśród roślin sadowniczych choroba najczęściej występuje na winorośli, rzadziej na drzewach owocowych.

## Objawy
Na porażonych korzeniach pojawia się delikatny, biały nalot grzybni. Z czasem grzybnia staje się obfita i rozwijają się w niej sklerocja. Kora korzeni porażonych przez patogena jest odbarwiona i miękka. Korzenie zaczynają gnić, rozwój rośliny ulega zahamowaniu, liście żółkną i zamierają, poczynając od wierzchołków pędów, w końcu cała roślina obumiera. Podkładki zamierają już w pierwszym roku po infekcji, drzewa po 2–3 latach. Zdarza się, że przy gwałtownym rozwoju choroby drzewo obumiera już w pierwszym roku po infekcji. Jabłonie obumierają zwykle jesienią.
Na roślinach zielnych patogen powoduje ogólną zgniliznę części podziemnych, zwłaszcza mięsistych cebulek i kłączy. Części nadziemne więdną i zamierają.
Grzybnia patogenu rozwija się także na włośnikach i w glebie w obrębie systemu korzeniowego rośliny. Tworzy tutaj na kształt pajęczyny białe lub szarawe sznury grzybniowe, zagęszczające się przy korzeniu i promieniście rozchodzące na boki.

## Epidemiologia
Grzyb zimuje w glebie i przez wiele lat zachowuje zdolność do infekcji. W zainfekowanych korzeniach rozwija się bezpłciowa forma (anamorfa). Jej grzybnia tworzy sklerocja z koremiami, w których powstają zarodniki konidialne. Forma rozmnażająca się płciowo (teleomorfa) rozwija się na obumarłych korzeniach. Wytwarza perytecja w których powstają askospory.

## Ochrona
Najważniejszą rolę odgrywa zapobieganie chorobie. Nie należy zakładać sadów, winnic i szkółek na terenach podmokłych, sprzyjających rozwojowi choroby. W szkółkach porażone przez Rosellinia necatrix młode drzewka należy usuwać wraz z całą bryłą korzeniową. Na pozostałym po wykarczowaniu tych drzewek miejscach nie należy przez 3–4 lata sadzić innych drzew.
Próbowano zwalczać chemicznie chorobę za pomocą chloropikryny. Odnotowano częściowy sukces. Grzybnia Rosellinia necatrix jest wrażliwa na fungicydy benzymidazolowe i tiofanat, jednakże niska rozpuszczalność tych substancji w wodzie powoduje ograniczone zdolności ich przenikania w głąb gleby, a tym samym małą skuteczność. W Japonii odnotowano sukces w zwalczaniu tej choroby na korzeniach winorośli przez zraszanie gleby fluazynamem.
R. necatrix jest wrażliwy na wiele gatunków antagonistycznych bakterii, nicieni i niektórych grzybów, np. Trichoderma i podstawczaki. Ta wrażliwość może tłumaczyć brak tego patogenu w naturalnych lasach, może też być wykorzystana do jego zwalczania na plantacjach. W warunkach polowych pozytywne wyniki odnotowano w zwalczaniu tego patogenu za pomocą Trichoderma harzianum i Sordaria, a w laboratorium za pomocą Pseudomonas. W sadach jabłoniowych udało się zmniejszyć nasilenie tej choroby przez zastosowanie nawozu zielonego w połączeniu z mikoryzowymi grzybami Glomus sp.